# Callias (fils de Phésippe)
Pour les articles homonymes, voir Callias (homonymie).
Callias (en grec ancien Καλλίας / Kallías) est un athlète et homme politique athénien du VIe siècle av. J.-C. Il est parfois appelé Callias I pour le distinguer de ses descendants (voir Callias (homonymie)). 

## Biographie
Il est essentiellement connu grâce à Hérodote : fils de Phainippos, il voue une haine farouche aux Pisistratides, tyrans d'Athènes. Il est d'ailleurs le seul à oser racheter les biens des tyrans après leur bannissement.
Hérodote loue aussi Callias pour son talent d'athlète : à Olympie, il remporte la course de cheval et le second prix de l'épreuve de course de chars à 4 chevaux. Il est aussi victorieux aux jeux pythiques.
Il a un fils, Hipponicos Ammon, et trois filles qu'il dote richement et à qui il laisse le choix de leurs époux.Une de ses filles est la mère d'Aristeides.[réf. nécessaire]